# Berthenonville
Berthenonville je francouzská obec v departementu Eure v regionu Normandie. V roce 2011 zde žilo 240 obyvatel.

## Sousední obce
Cahaignes, Dampsmesnil, Écos, Fours-en-Vexin, Château-sur-Epte, Montreuil-sur-Epte (Val-d'Oise), Saint-Clair-sur-Epte (Val-d'Oise),

## Vývoj počtu obyvatel
Počet obyvatel 